# Malgassesia
Malgassesia là một chi bướm đêm thuộc họ Sesiidae.

## Các loài
- Malgassesia ankaratralis  Viette, 1957
- Malgassesia biedermanni  Viette, 1982
- Malgassesia milloti  Viette, 1982
- Malgassesia pauliani  Viette, [1955]
- Malgassesia rufescens  Le Cerf, 1922
- Malgassesia rufithorax (Le Cerf, 1922)
- Malgassesia seyrigi  Viette, [1955]